# Subaru Poland Rally 2007

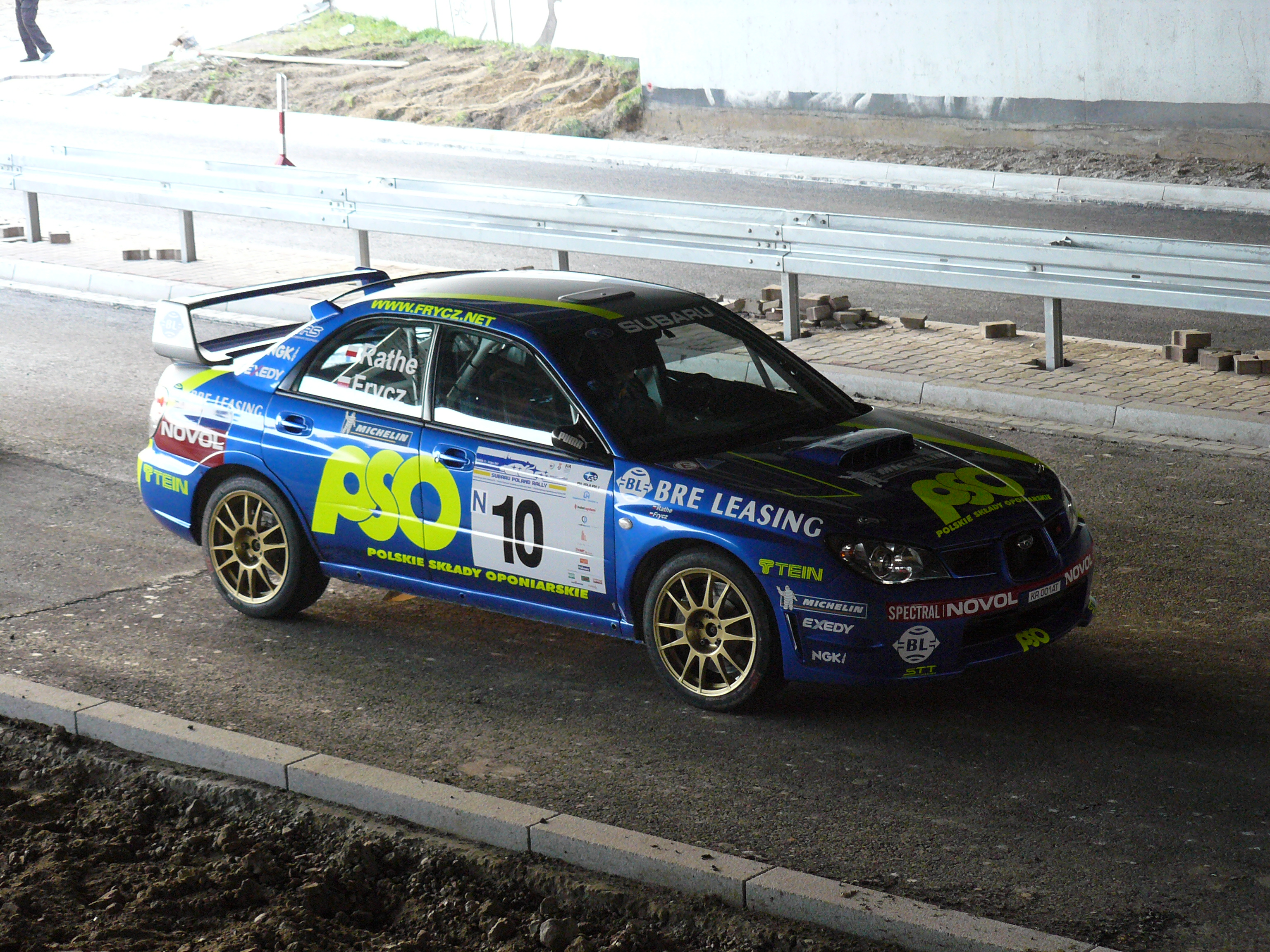
Sebastian Frycz podczas Subaru Poland Rally 2007

3. Subaru Poland Rally – 3. edycja Subaru Poland Rally. Był to rajd samochodowy rozgrywany od 12 do 14 lipca 2007 roku. Bazą rajdu było miasto Kraków. Była to czwarta runda Rajdowych Samochodowych Mistrzostw Polski w roku 2007. Rajd składał się z dwunastu odcinków specjalnych (dwa odcinki odwołano).

## Wyniki końcowe rajdu[1]
| Miejsce | Kierowca        | Pilot            | Samochód                       | Czas      | Strata  | Grupa Klasa |
| ------- | --------------- | ---------------- | ------------------------------ | --------- | ------- | ----------- |
| 1       | Bryan Bouffier  | Xavier Panseri   | Peugeot 207 S2000              | 1:34:26.4 | -       | S2000       |
| 2       | Tomasz Czopik   | Łukasz Wroński   | Fiat Grande Punto Abarth S2000 | 1:34:56.9 | +30.5   | S2000       |
| 3       | Tomasz Kuchar   | Jakub Gerber     | Subaru Impreza STi N12         | 1:35:25.6 | +59.2   | N4          |
| 4       | Michał Sołowow  | Maciej Baran     | Mitsubishi Lancer Evo IX       | 1:35:35.5 | +1:09.1 | N4          |
| 5       | Grzegorz Grzyb  | Joanna Madej     | Suzuki Swift S1600             | 1:35:41.8 | +1:15.4 | A6/S        |
| 6       | Michał Bębenek  | Grzegorz Bębenek | Mitsubishi Lancer Evo IX       | 1:36:07.3 | +1:40.9 | N4          |
| 7       | Stefan Karnabal | Michał Kuśnierz  | Mitsubishi Lancer Evo IX       | 1:36:25.9 | +1:59.5 | N4          |
| 8       | Marcin Turski   | Maja Szpotańska  | Subaru Impreza STi N12         | 1:37:02.9 | +2:36.5 | N4          |
| 9       | Łukasz Habaj    | Jacek Spentany   | Mitsubishi Lancer Evo VIII     | 1:37:03.2 | +2:36.8 | N4          |
| 10      | Michał Duda     | Robert Hundla    | Mitsubishi Lancer Evo IX       | 1:38:54.7 | +4:28.3 | N4          |